# 源信明
源 信明（みなもと の さねあきら）は、平安時代中期の貴族・歌人。光孝源氏、右大弁・源公忠の子。官位は従四位下・陸奥守。父と同じく三十六歌仙の一人。

## 経歴
承平7年（937年）父・公忠の五位蔵人辞任に替わり朱雀天皇の六位蔵人に補任。式部丞を経て、天慶5年（942年）従五位下・若狭守に叙任される。
その後も、備後守・信濃守・越後守・陸奥守など、朱雀・村上・冷泉の三朝に亘って受領として長く地方官を歴任し、治国の功労により天暦2年（948年）従五位上、天徳5年（961年）正五位下、安和元年（968年）従四位下と昇進した。
天禄元年（970年）卒去。享年61。最終官位は散位従四位下。

## 和歌
宇多上皇が崩御したときの哀傷歌を始めとして、村上天皇の名所絵屏風歌、朱雀天皇皇女・昌子内親王裳着の折の屏風歌など数多くの歌が残されている。女流歌人である中務とはかなり親密な関係にあったらしく、彼女との贈答歌は『信明集』にも一連の歌群として収録される。他にも源公平（信明の叔父）の三女や閑院大君（源宗于の娘）とも交渉があったらしい。
『後撰和歌集』（4首）以下の勅撰和歌集に22首入集。家集に『信明集』がある。

## 官歴
『三十六人歌仙伝』による。
- 承平7年（937年） 正月16日：六位蔵人（父公忠辞五位蔵人）。8月3日：右衛門権少尉
- 天慶2年（939年） 2月：式部少丞
- 天慶4年（941年） 3月：式部大丞
- 天慶5年（942年） 3月29日：従五位下、若狭守
- 天暦元年（947年） 2月：備後守
- 天暦2年（948年） 正月14日：従五位上（治国）
- 天暦7年（953年） 正月29日：信濃守
- 天徳2年（958年） 正月29日：越後守
- 天徳5年（961年） 6月8日：正五位下。10月13日：陸奥守
- 安和元年（968年） 12月5日：従四位下（治国）
- 天禄元年（970年） 日付不詳：卒去（散位従四位下）

## 系譜
注記のないものは『尊卑分脈』による。
- 父：源公忠
- 母：不詳
- 妻：橘秘樹の娘
  - 男子：源通理
- 妻：紀頼子 - 典侍
  - 女子：源明子 - 典侍、藤原説孝室
- 妻：中務（敦慶親王と伊勢の娘）
  - 女子：井殿[2] - 藤原伊尹室
- 生母不明の子女
  - 男子：源国定（?-977）
  - 男子：源国盛（?-996?[3]）[4]
  - 男子：源方国（?-998）
  - 男子：源重文（?-999）
  - 男子：源為相